# Canterburyjska stolnica
Canterburyjska stolnica v Canterburyju v Kentu je med najstarejšimi in najbolj znanimi krščanskimi objekti v Angliji in je na seznamu Unescove svetovne kulturne dediščine. Je stolnica canterburyjskega nadškofa, zdaj Justina Welbyja, vodje anglikanske cerkve in simbolnega vodje svetovne anglikanske skupnosti; nadškof se ukvarja z narodnimi in mednarodnimi zadevami, za večino svojih nalog pooblasti škofa Dovra, sufragana, ki je zdaj Trevor Willmott. Uradni naslov je Stolnica in metropolitanska  cerkev Kristusa Odrešenika v Canterburyju.
Ustanovljena je bila leta 597 in v celoti obnovljena med letoma 1070 in 1077. Vzhodni konec je bil zelo razširjen v začetku 12. stoletja in v veliki meri obnovljen v gotskem slogu po požaru leta 1174 s pomembnimi razširitvami proti vzhodu za sprejem romarjev, ki so obiskovali svetišče Tomaža Becketa, nadškofa, ki je bil umorjen v stolnici leta 1170. Normanska glavna ladja in stranske ladje so preživele do poznega 14. stoletja, ko so jih porušili, da bi naredili prostor za sedanje strukture.

## Zgodovina

### Rimsko obdobje
V rimskem cesarstvu je krščanstvo postalo močno okoli 3. stoletja. Po spreobrnjenju Avguština iz Hipona v 4. stoletju je vpliv krščanstva vztrajno rasel. Prvi škof  stolnice je bil Avguštin Canterburyjski, prej opat benediktinske opatije svetega Andreja v Rimu; ko so bile ustanovljene še druge škofije v Angliji, je bil imenovan za nadškofa. Papež Gregor Veliki ga je leta 596 kot misijonarja poslal na Anglosaško. Avguštin je ustanovil  stolnico leta 597 in jo posvetil Jezusu Kristusu Odrešeniku. 
Avguštin je ustanovil tudi opatijo svetega Petra in Pavla zunaj obzidja, ki je bila pozneje posvečena svetemu Avguštinu in je bila dolga stoletja grobišče zaporednih nadškofov. Samostan je del svetovne kulturne dediščine Canterburyja skupaj s  stolnico in starodavno cerkvijo svetega Martina. 

### Anglosaško obdobje
Beda je zapisal, da je Avguštin ponovno uporabil nekdanjo rimsko cerkev. Najstarejši ostanki, ki so bili najdeni med izkopavanji tal v ladji leta 1993, pa so deli temeljev anglosaške zgradbe, ki so bili zgrajeni na rimski cesti.  Ti kažejo, da je bila prvotna cerkev sestavljena iz ladje, verjetno z narteksom in stranskimi kapelami na severu in jugu. Manjšo podrejeno zgradbo so našli na jugozahodu teh temeljev. V 9. in 10. stoletju je bila ta cerkev nadomeščena z večjo strukturo (49 m x 23 m), s kvadratnim zahodnim koncem. Zdi se, da je imela kvadratni osrednji stolp. Kronist iz 11. stoletja Eadmer, ki je poznal saško stolnico že kot fant, je zapisal, da je bila podobna baziliki svetega Petra v Rimu, kar kaže bazilikalna oblika z vzhodno apsido.
Med Dunstanovimi reformami, nadškof je bil od leta 960 do svoje smrti leta 988 , je bila stolnici dodana benediktinska opatija z imenom  Opatija Kristusove cerkve (Christ Church Priory). Uradna ustanovitev samostana je bila verjetno okoli leta 997, skupnost pa je bila v celoti samostanska od  Lanfranca dalje (s samostanskimi pravili, ki jih je uvedel opat Henrik). Dunstan je bil pokopan na južni strani glavnega oltarja.
Stolnica je bila hudo poškodovana ob danskih napadih Canterburyja leta 1011. Nadškof Ælfheah je bil ujet za talca in so ga ubili v Greenwichu 19. aprila 1012. Bil je prvi od petih mučeniških nadškofov Canterburyja. Za tem je bila dodana zahodna apsida kot oratorij svete Marije, verjetno v času nadškofa Lyfinga (1013–1020) ali Aethelnotha (1020–1038).
Izkopavanja leta 1993 so pokazala, da je bila nova zahodna apsida poligonalna in sta jo obdajala šestkotna stolpa, ki sta sestavljala westwerk. Tukaj je prestol nadškofa z oltarjem svete Marije na vzhodu. Ob približno enakem času, ko je bil zgrajen westwerk, so okrepili arkadne stene in dodali stolpa na vzhodnih vogalih cerkve.

### Normansko obdobje
Stolnica je bila uničena v požaru leta 1067, leto dni po zasedbi Normanov. Obnova se je začela leta 1070 v obdobju prvega normanskega nadškofa Lanfranca (1070–77). Očistil je ruševine in rekonstruiral  stolnico v obliki opatije svetega Etienna v Caenu, kjer je bil prej opat, ter uporabil kamen, ki ga je prinesel iz Francije. Nova cerkev, njena osrednja os je bila  5 m južno od predhodne zgradbe v obliki križa, je imela glavno ladjo z devetimi oboki, nekaj stolpov na zahodnem delu, transepta z apsidalnimi kapelami, nizek stolp na križanju in kratek kor, ki se je končal s tremi apsidami. Posvečena je bila leta 1077.
Pod Lanfrancovim naslednikom Anselmom, ki je bil dvakrat izgnan iz Anglije, je bila odgovornost za obnovo ali izboljšanje strukture  stolnice v glavnem v rokah opatov. Po izvolitvi opata Ernulfa leta 1096 je bil Lanfrancov neustrezen vzhodni konec porušen in  nadomeščen s 198 metrov dolgim vzhodnim krakom (podvojena dolžina stolnice). Postavljen je bil nad veliko in dovršeno okrašeno grobnico. Ernulfa je leta 1107 nadomestil Konrad, ki je dokončal delo do leta 1126. Nov kor je prevzel obliko cerkve s svojima transeptoma; vzhodni konec ima polkrožni tloris s tremi kapelami, ki se odpirajo iz ambulatorija. Prosto stoječ zvonik je bil zgrajen na kupu v bližini stolnice približno leta 1160. 
Kot pri mnogih romanskih cerkvenih zgradbah je bila notranjost kora bogato okrašena.  William Malmesbury, angleški zgodovinar 12. stoletja, je zapisal: "Nič podobnega, kot je to, ni mogoče videti v Angliji, niti takih steklenih oken, bleščečih marmornih tal ali toliko barvnih slik, ki privabljajo oči na kasetni strop."
Čeprav se stol svetega Avguština imenuje po nadškofu ustanovitelju iz 6. stoletja, je svečani prestol ustoličenja canterburyjskega nadškofa iz normanskega obdobja. V listinah je bil prvič omenjen leta 1205.

### Obdobje Plantagenetov

#### Umor Tomaža Becketa
Ključni trenutek v zgodovini stolnice je bil umor nadškofa Tomaža Becketa v severozahodnem transeptu (znan tudi kot mučeništvo) v torek, 29. decembra 1170, ko so ga ubili vitezi kralja Henrika II. Kralj se je z njim pogosto sprl in menda rekel "kdo me bo odrešil tega nemirnega duhovnika". Štirje vitezi so to razumeli dobesedno in so umorili Becketa v njegovi stolnici. Po anglosaškem Ælfheahu je bil Becket drugi canterburyjski nadškof, ki so ga ubili.
Posmrtno čaščenje Becketa je stolnico preoblikovalo v romarski kraj. Zato jo je bilo treba razširiti in narediti čim bogatejšo.

#### Obnova kora
Septembra 1174 je bil kor hudo poškodovan v požaru, kar je zahtevalo večjo rekonstrukcijo [16] po načrtu, ki ga je v podrobnostih pripravil menih z imenom Gervase. Kripta je preživela požar nepoškodovana in ohraniti je bilo mogoče zunanje stene kora, ki so bile med obnovo v višino povečane za 3,7 m, oblika okroglih glav oken je ostala nespremenjena. Vse drugo je bilo zamenjano v novem gotskem slogu s koničastimi loki, rebrastimi oboki in plavajočimi oporniki. Uporabljen je bil apnenec, uvožen iz Caena v Normandiji in purbeški marmor za nosilce. Kor je bil spet v uporabi leta 1180 in v tem letu so bili ostanki Dunstana in Ælfheaha preseljeni iz kripte.
Za glavnega kamnoseka pri obnovi kora je bil imenovan Francoz Viljem iz Sensa. Po poškodbi pri padcu z odra leta 1179 ga je nadomestil eden njegovih nekdanjih pomočnikov, znan kot "Viljem Anglež".

#### Kapela svete Trojice in svetišče Tomaža Becketa
Med letoma 1180 in 1184 je bila na kraju starega kvadratnega konca vzhodne kapele zgrajena kapela svete Trojice, širok podaljšek z ambulatorijem, ki je bila namenjena za svetišče svetega Tomaža Becketa. Nadaljnja kapela, krožna v tlorisu, dodana po tem, ko so bile nameščene dodatne Becketove relikvije, ki po splošnem prepričanju vsebujejo vrh lobanje, odsekane ob njegovem umoru. Slednja kapela je postala znana kot Corona ali Becketova krona. Ti novi deli vzhodnega kora transepta so bili postavljeni na višji kripti Ernulfovega kora, kar je zahtevalo stopnice med dvema nivojema. Kapela je bila končana leta 1184, vendar Becketa niso preselili iz njegovega groba v kripto do leta 1220. Nadaljnji pomemben pokop v kapeli svete Trojice je Edvard Plantagenet ("Črni princ") in kralj Henrik IV.
Svetišče v kapeli svete Trojice je neposredno nad Becketovim prvotnim grobom v kripti. Marmorno podnožje, postavljeno na stebrih, podpira, kot je Walter iz Coventryja opisal, "krsta iz čudovito kovanega zlata in srebra ter čudovito okrašena z dragocenimi dragulji". Jasno je, da je zlato naneseno na leseno skrinjo, ki vsebuje železno škatlo, v kateri so Becketovi ostanki. Dodatni votivni zakladi so bili dodani v naslednjih letih in so nameščeni na podstavkih ali tramovih v bližini ali pritrjeni na viseči draperiji. Dolgo časa je bila skrinja (ali relikviarij) skrita za lesenim pokrovom, ki so ga z vrvmi dvignili, ko je prišla množica romarjev. Nizozemski humanist Erazem Rotterdamski, ki jo je obiskal leta 1512–14, je zapisal, da "opat ... pokaže vsak dragulj, pove njegovo ime v francoščini, koliko je vreden in ime darovalca; glavne so darovali knezi držav", ko je dvignjen pokrov.
Z denarjem, ki so ga dali romarji (na primer takih, kot jih je opisal Geoffrey Chaucer v Canterburyjskih povestih), ki so obiskali Becketovo svetišče kot kraj zdravljenja, so obnovili stolnico in z njo povezane objekte. Prodajali so namreč romarske značke s podobo Becketa, njegovega mučeništva ali njegovega svetišča.
Svetišče je bilo odstranjeno leta 1538. Henrik VIII. je poklical mrtvega svetnika na sodišče, da se sooči z obtožbami izdaje. Ker se ni pojavil, je bil spoznan za krivega v odsotnosti in zakladi svetišča so bili zaplenjeni. Odnesli so jih v dveh blagajnah in 26 vozičkih.

#### Samostanske zgradbe
Pogled s ptičje perspektive na stolnico in samostanske zgradbe, narejene okoli leta 1165 in znane kot "vodovodni načrt",  hranijo v Eadwinovem psaltru v knjižnici kolidža Trinity v Cambridgeu. Načrt dokazuje, da je Canterbury imel enaka splošna načela ureditve skupnosti kot vsi samostani benediktincev, čeprav je nenavadno, da so bili križni hodnik in samostanska poslopja na severu in ne južno od cerkve. Tam je bila posebna kapiteljska dvorana. 
Stavbe so oblikovane v ločene skupine okoli cerkve. Na severni strani so stali samostan in zgradbe, namenjene meniškemu življenju. Na vzhodu in zahodu so bile namenjene gostom. Na severu je veliko odprto dvorišče, ki deli samostanske zgradbe od tistih za oskrbo, kot so hlevi, kašče, skedenj, pekarna, kuhinja in pralnica, in so jih uporabljali laični bratje. Oddelek za dobrodelne namene je bil ob robu samostana, precej oddaljen od cerkve. Prostor za razdeljevanje miloščine z veliko dvorano je bil beraški hospic.
Skupina stavb, namenjenih meniškemu življenju, je vključevala dva samostana. Veliki križni hodnik je bil obkrožen s stavbami, v glavnem povezanimi z vsakdanjim življenjem menihov – cerkve na jugu, z refektorijem, postavljenim kot vedno na nasprotni strani, dormitorij (spalnice), postavljene nad obokano kletjo in kapiteljsko dvorano v bližini, in cellarium (shrambe), ki so bile potrebne za zagotavljanje hrane menihom in gostom, na zahodu. Prehod pod dormitorijem je peljal vzhodno do manjšega križnega hodnika za bolne in nemočne menihe. 
Dvorana in kapela v ambulanti sta se razširili vzhodno od tega samostana, ki spominja po obliki in razporeditvi na ladjo in prezbiterij neke triladijske cerkve. Pod dormitorijem s pogledom na zeleno dvorišče ali herbarij so postavili pisalis ali kalifaktorij, skupno sobo menihov. Na severovzhodnem vogalu je bilo za dormitorijem še stranišče (necessarium), stavba v obliki normanske dvorane, 44,2 m x 7,6 m s 55 sedeži. Bila je skrbno urejena, da je bila zagotovljena higiena, voda je stalno tekla. 
Drugi manjši dormitorij za vodstvo je bil od vzhoda proti zahodu. Blizu refektorija, a zunaj samostana, so bile pisarne, povezane z njim: na severu sta bili kuhinja (200 m²) s piramidalno streho in dvoriščna kuhinja; na zahodu so bile kleti, shrambe itd. Ambulanta je imela majhno lastno kuhinjo. Nasproti refektorija v križnem hodniku sta bila dva umivalnika, pri katerih so se menihi umili pred obrokom in po njem. 
Stavbe, namenjene gostom, so bile razdeljene v tri skupine. Opatova skupina je "vstopila na jugovzhodnem kotu zelenega dvorišča, ki je bil v bližini najbolj svetega dela stolnice, kot se spodobi za klerike ali plemstvo". Kletni prostori, v katerih so se zabavali obiskovalci srednjega razreda, so stali ob zahodnem delu ladje. Romarji in berači so bili potisnjeni v severno dvorano ali hospic, takoj za vrati. 
Opata v samostanu Kristusove cerkve sta bila John Sittingbourne (izvoljen 1222, prej menih v samostanu) in William Chillenden (izvoljen leta 1264, prej menih in blagajnik samostana).  Samostan je imel pravico voliti svoje opate, če se je sprostilo mesto, ki ga je odredil papež, od Gregorja IX. dalje pravico do svobodnih volitev (čeprav z nadškofom, ki nadzoruje njihovo izbiro). Menihi opati so bili Æthelric I., Æthelric II., Walter d'Eynsham, Reginald fitz Jocelin (priznan kot sobrat tik pred smrtjo), Nigel de Longchamps in Ernulf. Menihi so pogosto predlagali kandidate za canterburyjskega nadškofa med svojimi člani ali zunanje, saj je bil nadškof uradno njihov opat, vendar bi to lahko povzročilo spopad s kraljem in/ali papežem, če bi predlagali drugačnega človeka – na primer volitve Baldwina Fordeskega in Thomasa Cobhama.

#### 14. In 15. stoletje
Zgodaj v 14. stoletju je opat Eastry postavil kamnito korno pregrado  in obnovil kapiteljsko dvorano, njegov naslednik, opat Oxenden, pa vstavil veliko petpoljno svetlobno okno v kapeli svetega Anselma.
Stolnica je bila hudo poškodovana po potresu leta 1382, izgubila je zvonove in zvonik.
V poznem 14. stoletju so obnovili ladjo in transepte na temeljih normanskega paličastega sloga pod vodstvom znanega zidarskega mojstra Henryja Yeveleja. V nasprotju s sodobno obnovo ladje v Winchestru, kjer je bil velik del obstoječe strukture zadržan in predelan, so bili stebri v celoti odstranjeni in zamenjani z manj zajetnimi gotskimi, stare oltarne stene popolnoma odstranjene, razen nizke položne plošče levo na južni strani. Bolj normanski material je bil ohranjen v ladjah, zlasti na vzhodni steni, stare apsidalne kapele niso bile nadomeščene do sredine 15. stoletja. Oboki novih ladijskih arkad so izredno visoki v sorazmerju s svetlobnim nadstropjem. Nova transepta, stranske in glavna ladja so bili pokriti z zvezdastimi oboki, obogatenimi s sklepniki. Večina dela je bila opravljena v času opata Thomasa Chillendna (1391–1411): Chillenden je zgradil tudi novo korno pregrado na vzhodnem koncu ladje, v katero je bila vključena obstoječa Eastryjeva. Normanska kamnita tla ladje so ostala do zamenjave leta 1786. 
Od leta 1396 so bili popravljeni in predelani križni hodniki, delo je vodil Yevelejev učenec Stephen Lote, ki je dodal zvezdaste oboke. V tem obdobju je bilo narejeno novo obokanje v kapiteljski dvorani.
Pomanjkanje denarja in prednost pri obnovi križnih hodnikov in kapiteljske dvorane sta pomenila, da je bila obnova zahodnih stolpov zanemarjena. Jugozahodni stolp ni bil zamenjan do leta 1458, normanski severozahodni stolp je preživel do leta 1834, ko je bil nadomeščen s kopijo svojega paličastega spremljevalca. 
Okoli leta 1430 je bila odstranjena apsida južnega transepta, da bi naredili prostor za kapelo, ki jo je ustanovila Margareta Holandska in jo posvetila svetemu Mihaelu in vsem angelom. Apsida v severnem transeptu je bil nadomeščena z Marijino kapelo leta 1448–55. 
72,6 m visok stolp nad križanjem so začeli graditi leta 1433, čeprav so priprave potekale že pod opatom Chillendnom, ko so bili okrepljeni stebri. Nadaljnja krepitev je bila potrebna po začetku 16. stoletja, ko so bili dodani oporni loki pod južnim in zahodnim stolpom. Stolp je pogosto znan kot "Angelov zvonik", po pozlačenem angelu, ki je stal na enem od njegovih vrhov.

### Sodobno obdobje

#### Ukinitev samostana
Stolnica je prenehala biti tudi samostan ob razpustitvi samostanov, ko so zaprli vse verske hiše. Canterbury je bil ukinjen marca 1539, ko se je vrnil v prejšnje stanje "kolegija sekularnih kanonikov". Nova stolnica je nastala 8. aprila 1541. 

#### Oprema
Leta 1688 je mizar Roger Davis, državljan Londona, odstranil mizerikordije iz 13. stoletja in jih nadomestil z dvema vrstama lastnih del na vsaki strani kora. Nekatere Davisove mizerikordije so imele izrazito srednjeveško obliko in jih je morda kopiral po izvirnih. Ko je sir George Gilbert Scott prenavljal cerkev v 19. stoletju, je zamenjal prvo vrsto Davisovih mizerikordij z novimi lastnimi, za katere se zdi, da so kopije iz stolnic v Gloucestru, Worcestru in v Oxfordu (New College).

#### Kipi na zahodni fasadi
Večina kipov, ki krasi zahodno fasado stolnice, je bila nameščena v 1860-ih, ko so obnavljali južno verando. V tistem času so bili niše nezasedene in dekan stolnice je mislil, da bi se izboljšal videz, če bi bile napolnjene. Viktorijanski kipar Theodore Pfyffers je dobil naročilo za izdelavo kipov in večina je bila nameščena do konca leta 1860. Trenutno je 53 kipov, ki predstavljajo različne figure, pomembne v življenju stolnice in angleške cerkve, kot so duhovniki, člani kraljeve družine, svetniki in teologi. Zastopani so tudi nekateri canterburyjski nadškofi.

#### 18. stoletje do danes
Prvotni normanski severozahodni stolp, ki je imel vodilni zvonik do leta 1705, je bil leta 1834 porušen zaradi strukturnih težav. Nadomeščen je bil v paličastem slogu dvojčka jugozahodnega stolpa, ki je zdaj znan kot Arundlov stolp. To je bila zadnja velika strukturna sprememba stolnice.
Septembra 1872 je velik del strehe kapele svete Trojice popolnoma uničil požar. Ne bistveno poškodovan kamen in notranjost so hitro popravili. 
Leta 2015 sta Sarah Mullally in Rachel Treweek postali prvi ženski, posvečeni v škofinji v  stolnici. 
Stolnica je matična cerkev kraljevega polka valižanske princese.
Stolnica je tudi eno od prizorišč maturitetnih slovesnostih canterburyjske Univerze Kristusove cerkve. 